# Wonderhead
wonderhead（ワンダーヘッド）とは1995年に結成された日本の4人組ロックバンドである。通称はワンダー。 1995年～2004年にかけてライブハウス中心に活動したが、現在は活動休止中。

## メンバー
- vocal 高木慎吾（タカギシンゴ）
- guitar 奥山英紀（オクヤマヒデキ）
- bass 奥山友之（オクヤマトモユキ）
- drums 上別府仁（カミベップジン）(現・winnie)

## 概要
1995年
- 高木慎吾と奥山英紀が東京で出会い、wonderheadの前身のバンドを結成。サポートメンバーと共に新宿のライブハウスなどで活動を始める。

1997年
- 他のバンドで活動していた上別府仁が加入。

1998年
- 奥山英紀の弟、友之が加入し現在のメンバーとなる。この年、wonderheadとして初めて新高円寺RITZ（現Club Liner）にてライブを行う。

2000年
- 2月に渋谷屋根裏で初めてのワンマンライブを行う。その後、約3カ月に1度のペースでワンマンライブを行う。 同年、10月にはヤマハのネット配信音楽「ミュージックフロント」第1弾デビューアーティストとして選出され、手島いさむと共同プロデュースで制作・配信を行った。その翌月の11月にはヤマハ「ミュージックフロント」主催のレセプションイベントとして渋谷ON AIR EASTにてイベントライブを行った。

2001年
- THE MUSIX所属となり、サポーターとして長田進を迎え、デモ音源などを制作。

2002年
- 3月には初のミニアルバム「Standing Here」をインディーズレーベルからリリース。同年4月から東京・大阪・名古屋・静岡・福岡・鹿児島と主要都市で初のツアーを敢行。7月にはポリスターよりメジャーデビューを果たし、プロデューサーとして西川進を迎え、ファーストシングル「COME DOWN」をリリース。 12月には三重県嬉野町ふるさと会館大ホールで会場定員の700名を動員しライブを行った。

2003年
- 1月、TETSUYA（元叫ぶ詩人の会のドリアン助川）が率いるAND SUN SUI CHIEと渋谷クラブクアトロで対バンを行う。 同年4月、前作同様、西川進をプロデューサーに迎え、2ndマキシシングル「IT'S MY SONG/around my head」をリリース。また、FM愛知にてレギュラー番組「イッツ　マイワンダー」をスタートさせる。 5月には静岡のサッカースタジアム「エコパ」メインストリートの野外イベントなど数々のイベントを敢行。全国ツアー（東京・静岡・名古屋・大阪・広島・福岡・鹿児島）も行う。 また、6月には鹿児島μFM主催のイベント「Shake!」にて光永亮太、広沢タダシと共演。三重県のテレビZTVのレギュラー番組も決定し、8月より放映が開始された。 12月には、1stアルバム「呼吸」をリリース。アンダーグラフなどと共に全国ツアーを行う。

2004年
- 7月、下北沢シェルターのワンマンライブを最後に、活動休止となる。

## ディスコグラフィ

### オリジナルアルバム
- 呼吸

2003.12.3
MTCH-1076
収録曲
1. 呼吸
2. around my head
3. Hello(album mix)
4. under the bloom
5. COME DOWN
6. Hope
7. scared away
8. IT'S MY SONG
9. 夢の果て
10. slow life

### シングル
- IT'S MY SONG/around my head

MTCH-1036
1. IT'S MY SONG
2. around my head
3. Breed and War

- COME DOWN

MTCH-1020
1. COME DOWN
2. Hello
3. daylight

### インディーズ盤　ミニアルバム
- Standing Here

wh-1
収録曲
1. Standing Here
2. my-self
3. Sleep the Scream
4. daylight
5. one "small" day
6. Living in heaven
7. breath of morning
8. Stand By Me(bonus track)